# Cavernas de Monte Castillo

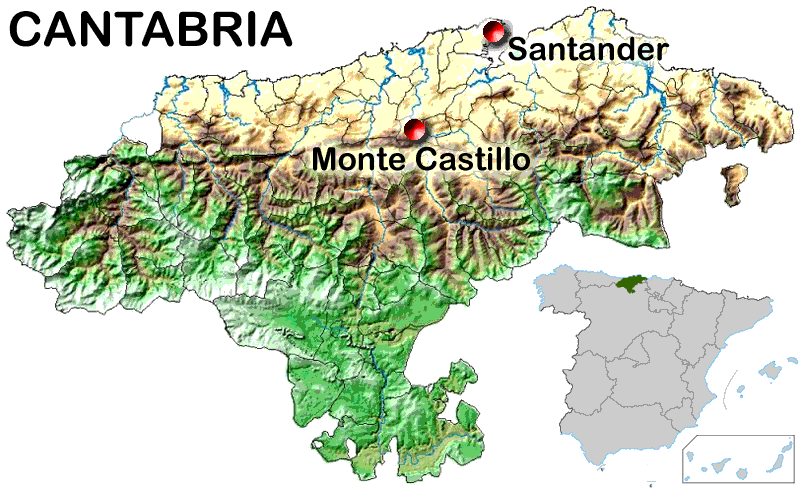
Localização das cavernas na Cantábria

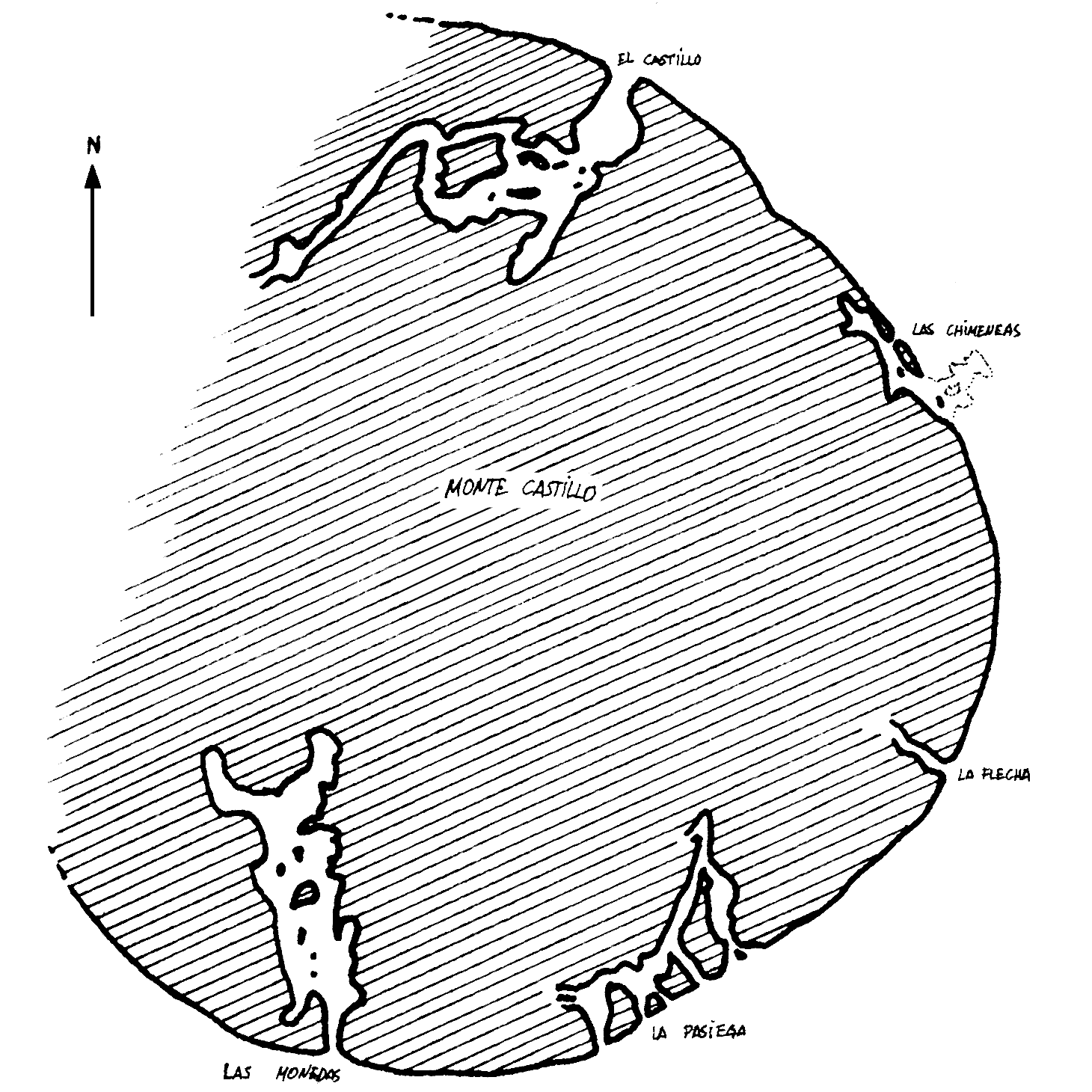
Planta das cavernas

As cavernas de Monte Castillo, situadas na localidade de Puente Viesgo, Cantábria, Espanha, abrigam um dos sítios arqueológicos do Paleolítico mais importantes da região.
Se trata de um conjunto de cavernas situadas junto ao rio Pas no monte Castillo, enquadrada na intersecção de diferentes vales e perto da costa. Devido ao terreno ser fértil para a agricultura, a caça e a pesca, entende-se a descoberta de diferentes assentamentos pré-históricos. 